# Classic (autobus)
Le Classic était un autobus urbain développé par General Motors. Bien que le modèle vise à l'origine uniquement le marché canadien et constitue une solution de rechange à l'impopulaire Rapid Transit Series (RTS), le Classic, produit de 1982 à 1997, rencontre un succès considérable tant au Canada qu'aux États-Unis. Ses lignes plus conservatrices suscitent moins de controverse que celles futuristes du RTS.

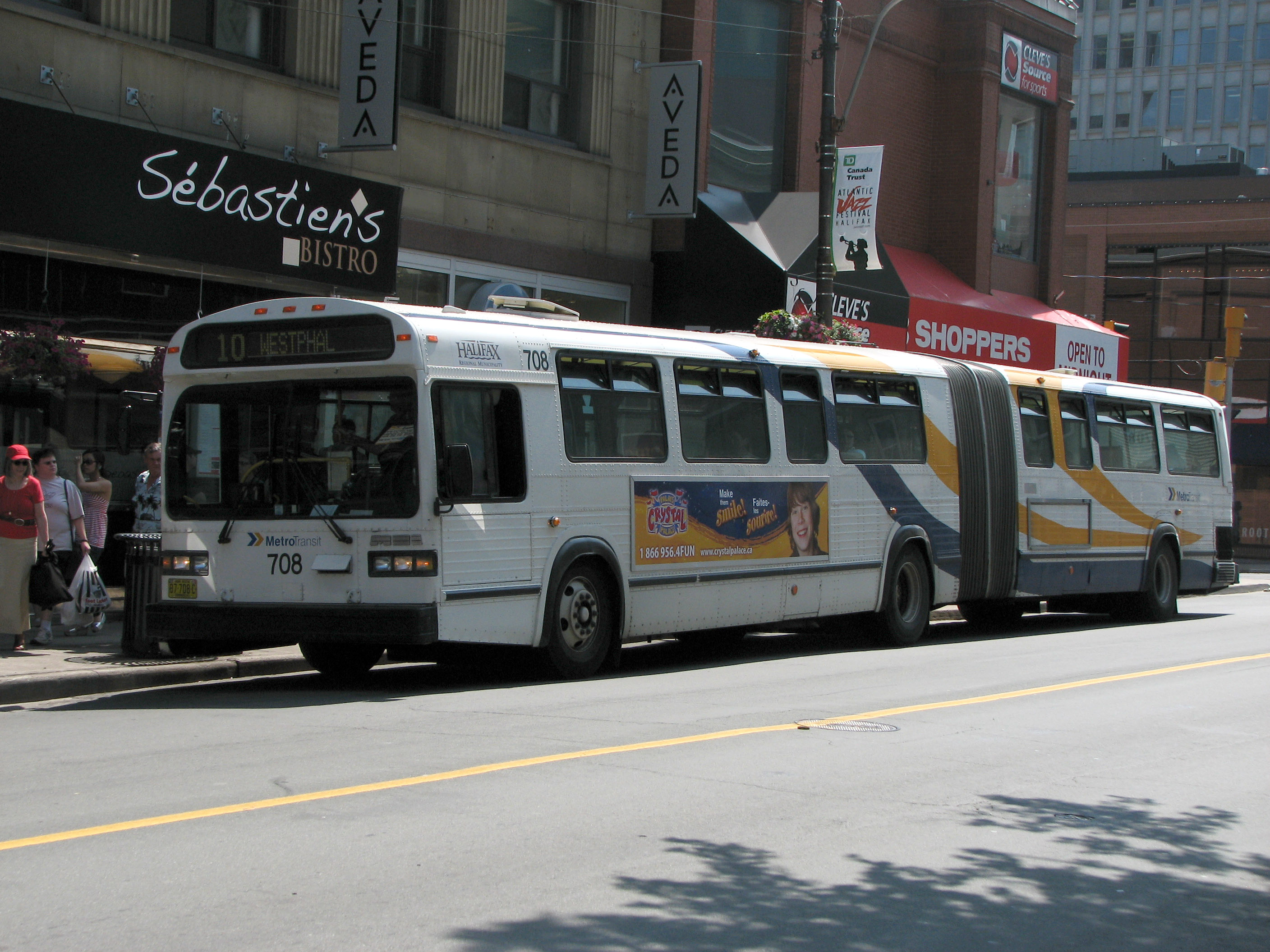
Modèle articulé d'Halifax Transit fabriqué par MCI.
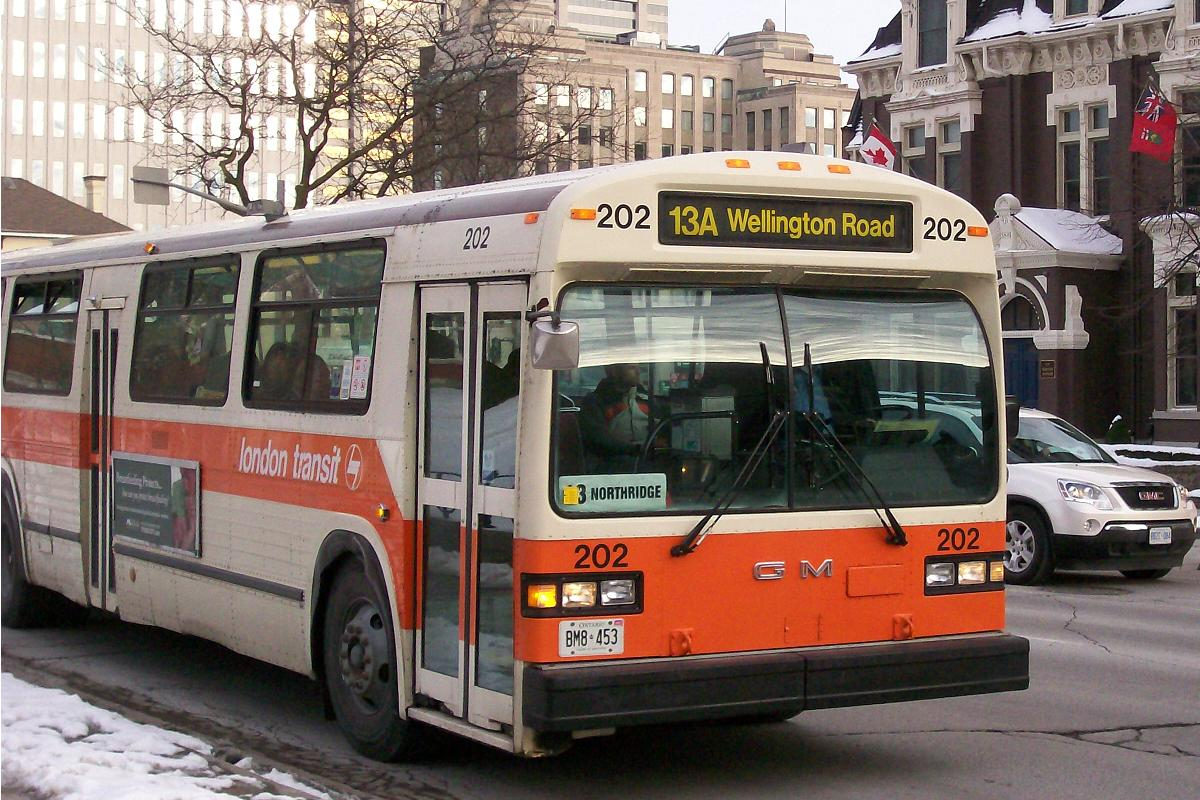
À London (Ontario), un modèle fabriqué par GM
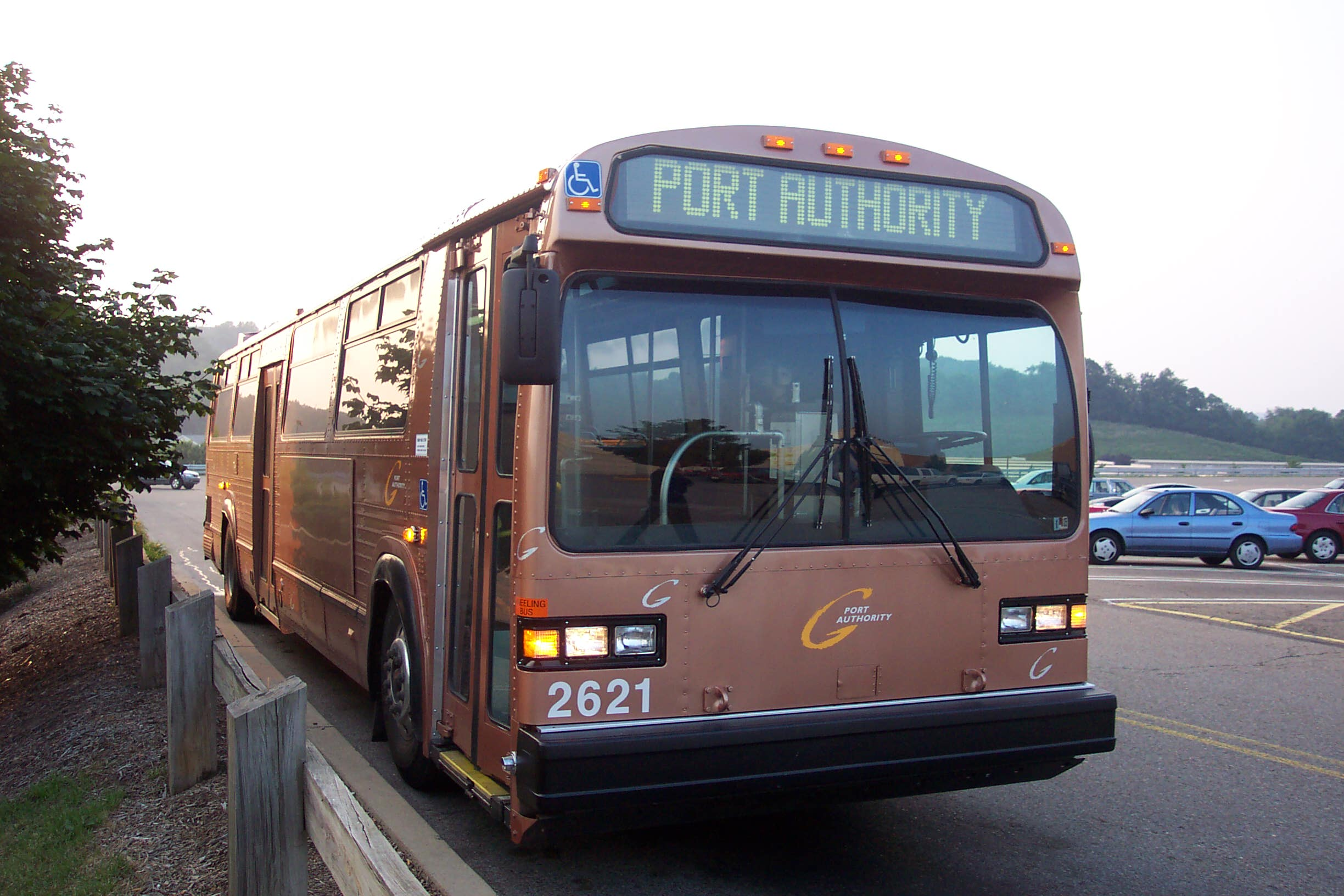
Un modèle fabriqué par Nova Bus remis à neuf et peint aux couleurs de l'Autorité portuaire du comté d'Allegheny (en).

## Fabricants
| Entreprise             | Années    | Modèles                         |
| ---------------------- | --------- | ------------------------------- |
| General Motors         | 1982-1987 | TC40-102A TC40-102N TA60-102N   |
| Motor Coach Industries | 1987-1993 | TC40-102A TC40-102N TC60-102N   |
| Nova Bus               | 1993-1997 | TC40-102A TC40-102N TC60-102N   |
| Dupont Industries      | 2004-2005 | Cartier (TC40-102 reconstruits) |